# Sekwencje mikrosatelitarne

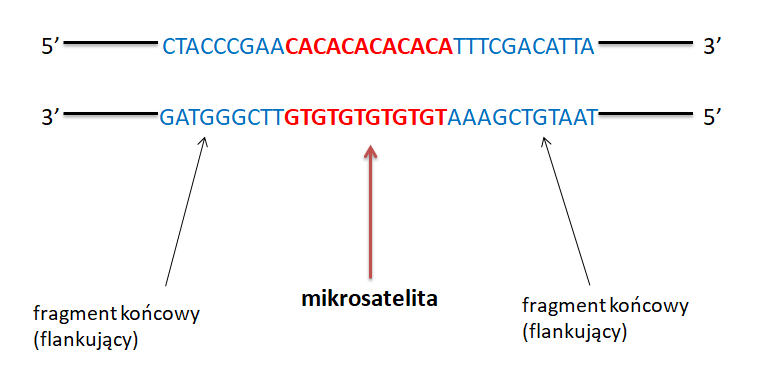
Budowa loci mikrosatelitarnych

Sekwencje mikrosatelitarne (ang. short tandem repeats, STR) – sekwencje tandemowe, w których podstawowy motyw zawiera od 1–10 do 50 powtórzeń o długości 2–12 pz, a ich długość całkowita wynosi 50-500 pz. Mikrosatelity są rozłożone równomiernie co 6–10 kpz, również w obszarach zajmowanych przez geny. Mogą występować jako powtórzenia sekwencji identycznych np. (AAAGT)5, lub w formie podzielonej krótkimi wstawkami składającymi się z kilku nukleotydów np. (AAAGT)5TCG(AAAGT)5CTGA(AAAGT)5. Istnieją także mikrosatelity złożone jako ciąg dwóch lub więcej typów motywów powtarzających się np. (AAAGT)5(ATG)3(AAAGT)5(ATG)3. Mikrosatelity charakteryzują się małą częstością mutacji zarówno w komórkach rozrodczych, jak i somatycznych.

## Budowa STR
Locus mikrosatelitarny składa się z sekwencji powtarzających się oraz z konserwatywnych fragmentów końcowych (flankujących), które są podstawą do opracowania starterów o długości około 20 nukleotydów, wykorzystywanych w reakcji PCR.

## Występowanie STR w genomie
Mikrosatelity występują z dużą częstością w genomach eukariontów W genach najczęściej umiejscowione są w sekwencjach flankujących i intronach, są spotykane również w sekwencjach kodujacych. Są dziedziczone zgodnie z prawami Mendla . W genomie człowieka sekwencje te pojawiają się średnio co sześć tysięcy par zasad.

## Znaczenie biologiczne STR
Trinukleotydowe sekwencje mikrosatelitarne (w obrębie genu lub w jego pobliżu), mimo niekodującego charakteru mogą mieć wpływ na fenotyp:
- Jeśli liczba powtórzonych jednostek przekracza pewną wartość, mogą one wywoływać choroby.
- Gdy sekwencja o prawidłowej długości ulegnie wydłużeniu ponad wartość progową może mieć ona negatywny wpływ bezpośrednio na gen, powodując powstanie toksycznego białka.
- Jeśli sekwencja ulegająca namnożeniu zlokalizowana jest w regionie 5’ nieulegającym translacji (5’UTR) może osłabić lub zahamować transkrypcję.
- Powtórzenia w regionie 3’UTR mogą prowadzić do powstania nieprawidłowego mRNA i zaburzyć składanie eksonów.
- Duża liczba trinukleotydów zaliczana jest do mutacji dynamicznych, powodujących genetyczne choroby neurodegeneracyjne i neuromięśniowe takie jak np. zespół kruchego X i pląsawica Huntingtona[3].

## Wykorzystanie sekwencji mikrosatelitarnych w diagnostyce
Sekwencje STR są coraz szerzej wykorzystywane w diagnostyce molekularnej jako ważne narzędzie diagnostyczne. Powodem tego jest duża i równomierna częstość ich występowania w genomie, wysoki polimorfizm oraz małe rozmiary alleli STR, zwykle 100-300pz.
- Obecność sekwencji mikrosatelitarnych w bezpośredniej bliskości sekwencji kodujących, w intronach oraz regionach, które nie ulegają translacji, umożliwia ich wykorzystanie do lokalizacji znanych genów na mapie genetycznej.
- Dzięki zastosowaniu markerów STR można oszacować ryzyko wystąpienia takich chorób jak niektóre dziedziczne formy cukrzycy, dystrofia mięśniowa, pewne dziedziczne formy nowotworów.
- Sporządzaniu map genetycznych o dużej rozdzielczości (służących do mapowania genów w diagnostyce wielu chorób dziedzicznych).
- Analiza sprzężeń poprzez określanie markerów genetycznych współdziedziczących się z genem odpowiedzialnym za chorobę genetyczną pozwala zlokalizować ten gen w danym obszarze chromosomu.
- Zmienność w regionach STR znajduje zastosowanie przy odróżnianiu profili DNA. Przy istniejących setkach rodzajów STR, im więcej STR zostanie przeanalizowanych, tym mniejsza jest szansa, że DNA dwóch różnych osobników wykaże identyczny lub bardzo podobny profil (taki sam zestaw tych sekwencji STR)[3].

## Identyfikacja STR w genomie
Najszybszym sposobem oznaczania długości STR jest reakcja PCR. Do reakcji wykorzystuje się znakowane fluorescencyjnie startery oligonukleotydowe, a różne fragmenty DNA z sekwencjami STR namnażane są jednocześnie w jednej probówce (PCR multipleksowy), co umożliwia skrócenie czasu badania, obniżenie kosztów i uproszczenie procedury. Rozdział elektroforetyczny produktów PCR odbywa się za pomocą elektroforezy kapilarnej (lub w żelu agarozowym) i pozwala na precyzyjne rozdzielenie i detekcję fragmentów DNA różniących się nawet o 1 parę nukleotydów.